# Metizolam
Il metizolam (noto anche come desmetiletizolam) è una tienotriazolodiazepina che è l'analogo demetilato dell'etizolam strettamente correlato.